# Temuera Morrison

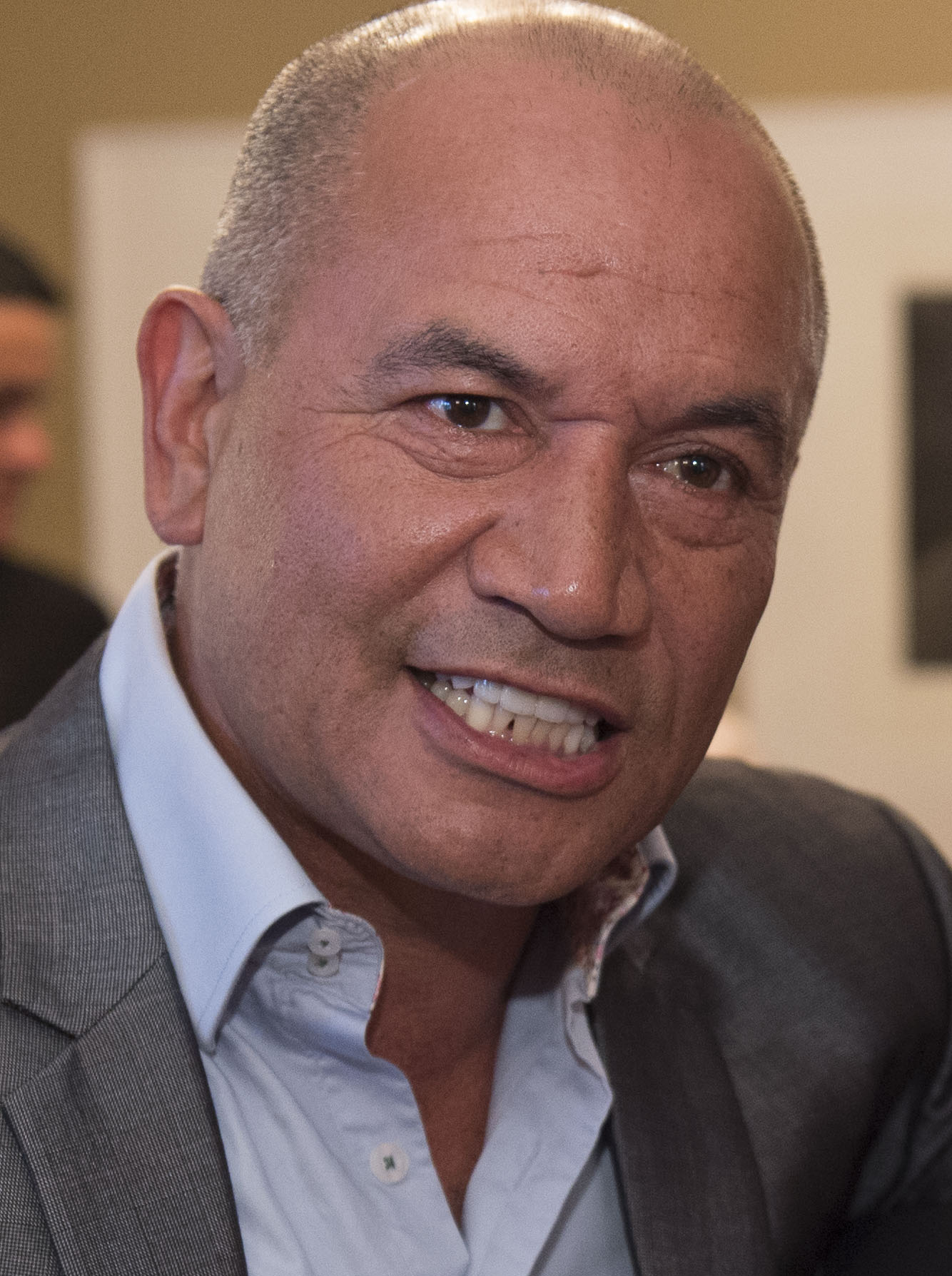
Temuera Morrison (2016)

Temuera Derek Morrison MNZM (* 26. Dezember 1960 in Rotorua) ist ein neuseeländischer Schauspieler.
Bekannt wurde er durch die Hauptrolle als alkoholsüchtiger Jake in Lee Tamahoris Filmdrama Die letzte Kriegerin, für die er 1994 bei den New Zealand Film Awards die Auszeichnung als bester Schauspieler erhielt, sowie durch seine Rolle als Jango Fett (und dessen zahllose Klone) in Star Wars: Episode II – Angriff der Klonkrieger; als dessen Klon Boba Fett trat er in The Mandalorian und Das Buch von Boba Fett auf.

## Biographie
Morrison ist Māori und wurde als Sohn von Hana Stafford und dem Musiker Laurie Morrison geboren. Er wuchs in Rotorua, einem bekannten Touristenziel in Neuseeland auf. Seine Schulzeit verbrachte er auf dem Wesley College und der Western Heights High School, Rotorua. Er hat sechs Schwestern; sein einziger Bruder, Howard Morrison, starb 1975. Sein Onkel, der bekannte neuseeländische Entertainer Sir Howard Morrison, war sehr engagiert in der Sozialarbeit für Kinder mit Māori-Herkunft. Er war es auch, der Temuera zur Schauspielerei brachte und ihm über das Special Performing Arts Training Scheme (SPATS) eine Ausbildung als Schauspieler ermöglichte.
In den 1980er Jahren folgten erste kleine Filmrollen, unter anderem als Tony in The Other Halves (1984), sowie Gastauftritte in diversen Fernsehserien. Seine erste Hauptrolle spielte Temuera als Alf Winters in der James-Bond-Parodie Stirb niemals allein (engl. Never Say Die; 1988). Im Jahr 1992 erhielt Temuera die Rolle des Dr. Ropata in der ersten Staffel der Fernsehserie Shortland Street, durch die er in Neuseeland einen erheblichen Bekanntheitsgrad erlangte. Bei den Dreharbeiten lernte er auch seine damalige Frau Angela Dotchin kennen; mit ihr hat er einen Sohn (James Tarwhai Morrison). Temuera und Angela leben inzwischen in Scheidung.
Im Jahr 1993 wurde Temuera als Berater für die Darstellung der Māori-Kultur im Film Das Piano engagiert. Sein internationaler Durchbruch gelang ihm jedoch ein Jahr später mit der Darstellung des brutalen und alkoholsüchtigen Ehemanns Jake im Filmdrama Die letzte Kriegerin (engl. Once Were Warriors, Regie: Lee Tamahori), für das er im gleichen Jahr die Auszeichnung als bester Schauspieler bei den New Zealand Film Awards erhielt. Hierdurch erregte Temuera endgültig die Aufmerksamkeit Hollywoods, was ihm etliche Auftritte in (weniger erfolgreichen) Hollywood-Produktionen wie Barb Wire (1996) oder Speed 2 (1997) einbrachte. Lediglich im Jahr 2000 spielte er als Major Rasul im Actionfilm Vertical Limit in einem auch an der Kinokasse erfolgreichen Hollywood-Blockbuster mit. Mehr Anerkennung bekam er in seiner alten Heimat: für seine Rolle in What Becomes of the Broken Hearted? (1999), der Fortsetzung von Die Letzte Kriegerin, wurde er erneut als bester Schauspieler Neuseelands ausgezeichnet.
Seinen bisher größten internationalen Erfolg hatte Temuera Morrison im Jahr 2002 als Jango Fett im Science-Fiction Film Star Wars: Episode II – Angriff der Klonkrieger. Seitdem lieh er seine Stimme verschiedenen Charakteren in weiteren Star-Wars-Produktionen, darunter der Kinofilm Star Wars: Episode III – Die Rache der Sith sowie diverse LucasArts-Computerspiele (Star Wars: Battlefront, Star Wars: Republic Commando etc.).
Seit 2005 hat Temuera Morrison in Neuseeland seine eigene Fernsehshow mit dem Namen The Tem Show. 2010 spielte er in Gejagt – Auf Leben und Tod neben Ray Winstone einen zu Unrecht des Mordesbeschuldigten Maori, der von einem burischen Veteranen gejagt wird. Seit Oktober 2020 spielt er in der Star-Wars-Serie The Mandalorian den ehemaligen Kopfgeldjäger Boba Fett, ein Klon und Ziehsohn seiner ersten Star-Wars-Rolle Jango Fett. In der darauffolgenden Star-Wars-Serie Das Buch von Boba Fett (seit 2021) spielte er erneut die Rolle des Boba Fett, diesmal als titelgebender Hauptdarsteller.

## Filmografie (Auswahl)
- 1972: Rangi oder die Geburtstagstorte (Rangi’s Catch)
- 1994: Die letzte Kriegerin (Once Were Warriors)
- 1996: Barb Wire
- 1996: DNA – Die Insel des Dr. Moreau (The Island of Dr. Moreau)
- 1997: Speed 2 (Speed 2: Cruise Control)
- 1998: Sechs Tage, sieben Nächte (Six Days Seven Nights)
- 1999: What Becomes of the Broken Hearted?
- 2000: From Dusk Till Dawn 3 – The Hangman’s Daughter (From Dusk Till Dawn 3: The Hangman’s Daughter)
- 2000: Vertical Limit
- 2002: Star Wars: Episode II – Angriff der Klonkrieger (Star Wars: Episode II – Attack of the Clones)
- 2004: Beautiful Country (The Beautiful Country)
- 2004: Blueberry und der Fluch der Dämonen (Blueberry)
- 2004: Das Imperium schlägt zurück (Star Wars Episode V: The Empire Strikes Back, Stimme, DVD-Neufassung)
- 2005: River Queen
- 2005: Star Wars: Episode III – Die Rache der Sith (Star Wars: Episode III – Revenge of the Sith)
- 2009: All Inclusive (Couples Retreat)
- 2009: Die unglaubliche Reise des Sir Francis Drake (The Immortal Voyage of Captain Drake, Fernsehfilm)
- 2009: The Marine 2
- 2010: Tracker
- 2011: Green Lantern
- 2011: Spartacus: Gods of the Arena (Fernsehserie, zwei Episoden)
- 2012: Fresh Meat
- 2012: The Scorpion King 3 – Kampf um den Thron (The Scorpion King 3: Battle for Redemption)
- 2016: The Osiris Child (Science Fiction Volume One: The Osiris Child)
- 2016: Vaiana (Moana, Stimme von Chief Tui)
- 2016: Mahana – Eine Maori-Saga (Mahana)
- 2018: Occupation
- 2018: Aquaman
- 2020: Project Rainfall (Occupation: Rainfall)
- 2020, 2023: The Mandalorian (Fernsehserie)
- 2021–2022: Das Buch von Boba Fett (The Book of Boba Fett, Fernsehserie)
- 2021: Star Wars: Visionen (Star Wars: Visions, Fernsehserie, Stimme)
- 2022: Obi-Wan Kenobi (Fernsehserie)
- 2023: The Flash
- 2023: Ahsoka (Fernsehserie, Stimme)
- 2023: Aquaman: Lost Kingdom (Aquaman and the Lost Kingdom)
- 2024: Vaiana 2 (Moana 2, Stimme von Chief Tui)

## Videospiele
- 2002: Star Wars Bounty Hunter
- 2004: Star Wars Battlefront
- 2005: Star Wars Republic Commando
- 2005: Star Wars Battlefront II
- 2015: Star Wars Battlefront
- 2017: Star Wars Battlefront II
- 2023: Star Wars Jedi: Survivor